# Luciana Mello

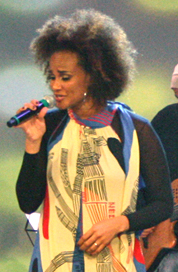
Luciana Mello, 2009

Luciana Mello (* 22. Januar 1979 in São Paulo) ist eine brasilianische Berufstänzerin und Sängerin.

## Leben
In jungen Jahren begann Mello ihre Stimme und ihre Tänze zu trainieren und nahm daher Privatunterricht. Schon als Kind sang sie in verschiedenen Chören und ging später zum Theater. In der brasilianischen Popmusikszene nahm sie an dem Projekt „Artistas Reunidos“ (wiedervereinte Künstler) teil und veröffentlichte kurze Zeit später ihre erste Solo-CD (Assim Que Se Faz).
Ihr Vater (Jair Rodrigues) ist ebenfalls ein brasilianischer Musiker und Sänger. Jair Oliveira (ihr Bruder) ist ein Produzent, Sänger und Songschreiber mit seinen eigenen Rechten.
Die Musik, die Mello macht, kann man dem Genre des Brasilianischen Pop, Soul und Hip-Hop zuordnen und soll auch die „Black Musik“ zeigen. Ihr Stil wurde mit dem von Paula Lima und Elza Soares verglichen.

## Diskografie

### Alben
- 1995 Luciana Rodrigues
- 2000 Assim que Se Faz
- 2002 Olha pra Mim
- 2004 L.M.
- 2007 Nêga

### Kooperationen
- 1998 Projeto Artistas Reunidos